# Pseudochlorisanis similis
Pseudochlorisanis similis är en skalbaggsart som först beskrevs av Charles Joseph Gahan 1907.  Pseudochlorisanis similis ingår i släktet Pseudochlorisanis och familjen långhorningar.
Artens utbredningsområde är Filippinerna. Inga underarter finns listade i Catalogue of Life.